# ランヘロ・ヤンハ
ランヘロ・マリア・ヤンハ（ランジェロ・ヤンガ、オランダ語: Rangelo Maria Janga、1992年4月16日 - ）は、オランダとキュラソーのサッカー選手。キュラソー代表。ポジションはFW。

## クラブ歴
SBVエクセルシオールのユースからヴィレムIIのユースに移り、その後トップに昇格。2010年にエールディヴィジ初出場。2012年にエクセルシオールにレンタル移籍した後完全移籍した。
2014年にキプロスのオモニア・アラディプに移籍。翌2015年にオランダに戻りFCドルトレヒトに加入したが、2016年に再びオランダを離れ、ASトレンチーンに加入した。
2018年7月20日、FCアスタナに移籍した。
2022年8月31日、CFRクルジュに移籍した。

## 代表歴
キュラソー系オランダ人の親の下に生まれたため、キュラソー代表に招集された。代表初出場は2016年3月に行われたバルバドス代表戦であったが、この試合は敗北した。同年10月5日に行われたカリビアンカップ2017予選のアンティグア・バーブーダ代表戦で初得点。

## 個人成績

### 代表得点
2021年10月9日現在
| No  | 日附           | 場所                   | 対戦相手                 | 得点 | 結果 | 大会                                           |
| --- | -------------- | ---------------------- | ------------------------ | ---- | ---- | ---------------------------------------------- |
| 1.  | 2016年10月5日  | ウィレムスタット       | アンティグア・バーブーダ | 2–0  | 3–0  | カリビアンカップ2017予選                       |
| 2.  | 2016年10月11日 | バヤモン               | プエルトリコ             | 1–2  | 4–2  | カリビアンカップ2017予選                       |
| 3.  | 2017年6月13日  | モントリオール         | カナダ                   | 1–0  | 1–2  | 親善試合                                       |
| 4.  | 2017年6月22日  | フォール＝ド＝フランス | マルティニーク           | 2–1  | 2–1  | カリビアンカップ2017                           |
| 5.  | 2018年9月10日  | ウィレムスタット       | グレナダ                 | 5–0  | 10–0 | 2019 CONCACAFネーションズリーグ (予選)         |
| 6.  | 2018年9月10日  | ウィレムスタット       | グレナダ                 | 8–0  | 10–0 | 2019 CONCACAFネーションズリーグ (予選)         |
| 7.  | 2018年9月10日  | ウィレムスタット       | グレナダ                 | 9–0  | 10–0 | 2019 CONCACAFネーションズリーグ (予選)         |
| 8.  | 2018年10月12日 | ブレイデントン         | アメリカ領ヴァージン諸島 | 1–0  | 5–0  | 2019 CONCACAFネーションズリーグ (予選)         |
| 9.  | 2018年11月19日 | ウィレムスタット       | グアドループ             | 4–0  | 6–0  | 2019 CONCACAFネーションズリーグ (予選)         |
| 10. | 2018年11月19日 | ウィレムスタット       | グアドループ             | 6–0  | 6–0  | 2019 CONCACAFネーションズリーグ (予選)         |
| 11. | 2019年11月14日 | ウィレムスタット       | コスタリカ               | 1–1  | 1–2  | 2019 CONCACAFネーションズリーグ                |
| 12. | 2021年6月12日  | パナマ市               | パナマ                   | 1–2  | 1–2  | 2022 FIFAワールドカップ・北中米カリブ海2次予選 |
| 13. | 2021年10月9日  | アラド                 | ニュージーランド         | 1–2  | 1–2  | 親善試合                                       |

## タイトル

### クラブ
アスタナ
- カザフスタン・プレミアリーグ: 2018, 2019
- カザフスタン・スペルクボグィ: 2019

アポロン・リマソール
- キプロス・ファーストディビジョン: 2021-22

### 代表
キュラソー
- カリビアンカップ: 2017